# Berdeniella kocii
Berdeniella kocii är en tvåvingeart som beskrevs av Jezek 2006. Berdeniella kocii ingår i släktet Berdeniella och familjen fjärilsmyggor. Inga underarter finns listade i Catalogue of Life.